# Bernadette Ségol

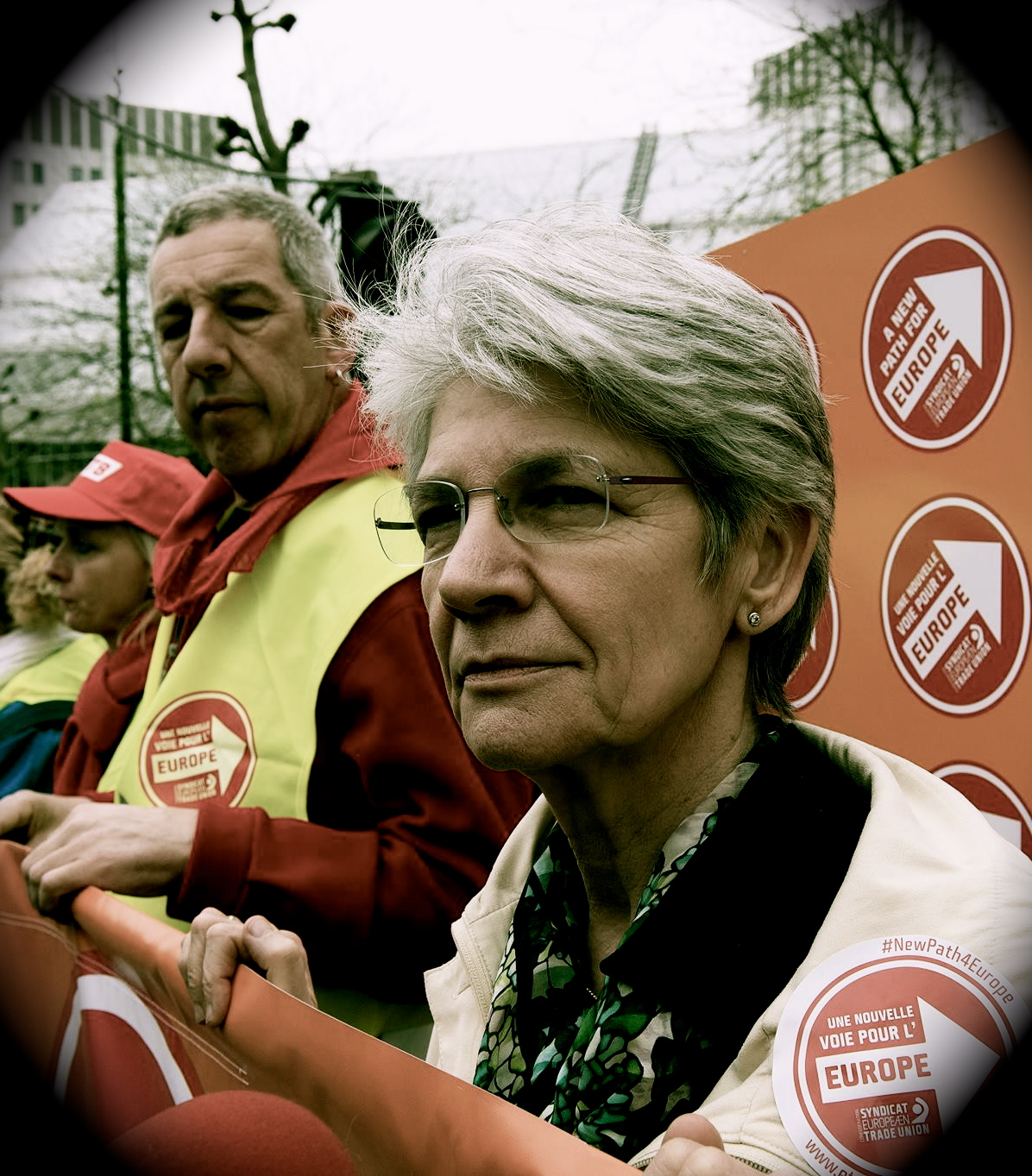
Bernadette Ségol

Bernadette Ségol (* 1949 in Luzech, Frankreich) ist eine französische Gewerkschaftsfunktionärin. Von 2011 bis 2015 war sie Generalsekretärin des Europäischen Gewerkschaftsbunds. Seit November 2011 ist sie außerdem Vizepräsidentin der Europäischen Bewegung International.
Bernadette Ségol hat einen Masterabschluss in Philosophie der Universität Toulouse.
Ihre Berufslaufbahn begann sie von 1974 bis 1985 in der Fédération internationale des travailleurs du textile, de l’habillement et du cuir. Von 1985 bis 2000 war sie für Euro-FIET (European Regional Organization of the International Federation of Commercial, Clerical, Professional and Technical Employees) in Brüssel tätig. Von 2000 bis 2010 arbeitete sie als Regionalsekretärin für UNI-Europa. Auf dem Kongress in Athen im Mai 2011 wurde sie zur neuen Generalsekretärin des Europäischen Gewerkschaftsbundes gewählt.
Auf dem Kongress der Europäischen Bewegung in Warschau im November 2011 wurde sie zu einer der Vizepräsidenten der Europäischen Bewegung International gewählt.